# Zlatko Celent
Zlatko Celent (ur. 20 lipca 1952 w Splicie, zm. 25 lutego 1992 w Pagu) – chorwacki wioślarz reprezentujący Jugosławię, brązowy medalista igrzysk olimpijskich.

## Kariera
Wystąpił na igrzyskach olimpijskich w Montrealu w 1976, gdzie razem z Duško Mrduljašem był czwarty w dwójkach bez sternika. Jugosłowiańska dwójka przegrała walkę o podium z osadą RFN o 4,14 sekundy. Na rozgrywanych cztery lata później igrzyskach olimpijskich w Moskwie osada Jugosławii w składzie: Duško Mrduljaš, Zlatko Celent i Josip Reić (sternik) zdobyła brązowy medal w dwójkach ze sternikiem. W wyścigu finałowym uplasowali się o 2,38 sekundy za osadą NRD i o 1,57 sekundy za osadą ZSRR. Następnie startował na igrzyskach olimpijskich w Los Angeles w 1984, jednak Jugosłowianie nie awansowali do finału A dwójek ze sternikiem, ostatecznie zajmując siódme miejsce. Brał także udział w igrzyskach olimpijskich w Seulu w 1988, tym razem startując w czwórkach ze sternikiem. Osada Jugosławii awansowała do finału A, jednak zajęła w nim szóste, ostatnie miejsce.
W 1979 zdobył złoty medal w dwójkach ze sternikiem na igrzyskach śródziemnomorskich w Splicie. 
Był też między innymi czwarty w dwójkach bez sternika na mistrzostwach świata w Amsterdamie (1977) oraz w dwójkach ze sternikiem na mistrzostwach świata w Bledzie (1979) mistrzostwach świata w Duisburgu (1983). 
Po zakończeniu kariery został trenerem wioślarstwa. Prowadził między innymi reprezentację Chorwacji.
Zginął 25 lutego 1992 w wypadku samochodowym na wyspie Pag.